# Otina ovata
Otina ovata es una especie de caracol pequeño de mar qu respira o babosa de mar, un molusco gasterópodo marino pulmonado en la superfamilia Otinoidea.
Ovata Otina es la única especie en el género Otina. Otina es el único género en la familia Otinidae.
Esta familia fue clasificada dentro del clado Eupulmonata, que estaba dentro del grupo informal Basommatophora, de acuerdo con la Taxonomía de Gastropoda (Bouchet & Rocroi, 2005).